# NGC 4930
NGC 4930 est une vaste galaxie spirale barrée située dans la constellation du Centaure. Sa vitesse par rapport au fond diffus cosmologique est de 2 863 ± 19 km/s, ce qui correspond à une distance de Hubble de 42,2 ± 3,0 Mpc (∼138 millions d'al). NGC 4930 a été découverte par l'astronome britannique John Herschel en 1834.
La classe de luminosité de NGC 4930 est II et elle présente une large raie HI.
À ce jour, deux mesures non basées sur le décalage vers le rouge (redshift) donnent une distance de 24,050 ± 15,486 Mpc (∼78,4 millions d'al), ce qui est à l'extérieur des valeurs de la distance de Hubble. Notons que c'est avec la valeur moyenne des mesures indépendantes, lorsqu'elles existent, que la base de données NASA/IPAC calcule le diamètre d'une galaxie et qu'en conséquence le diamètre de NGC 4930 pourrait être d'environ 90,0 kpc (∼294 000 al) si on utilisait la distance de Hubble pour le calculer.

## Morphologie
NGC 4930 a été utilisée par Gérard de Vaucouleurs comme une galaxie de type morphologique SB(rs)bc dans son atlas des galaxies,.

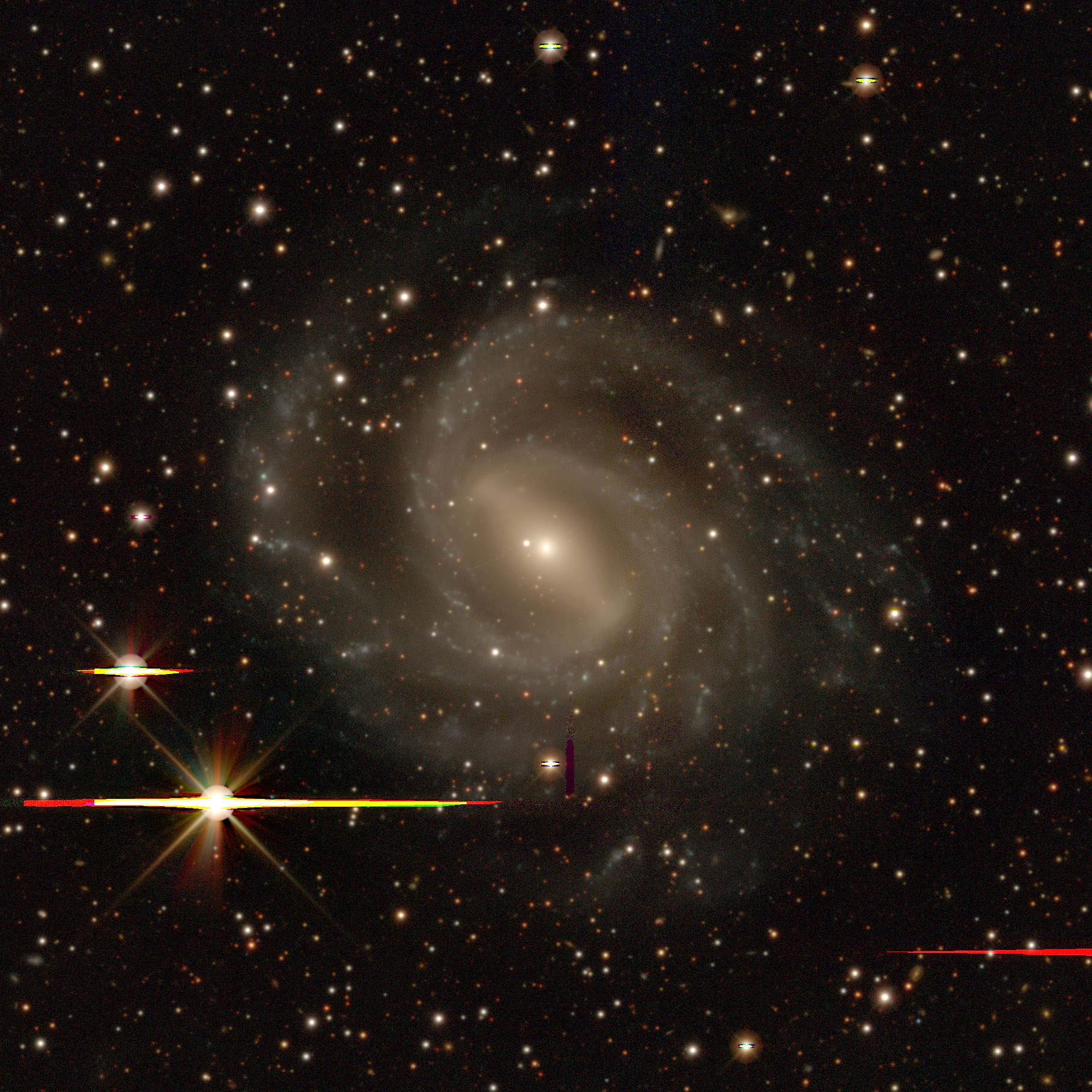
NGC 4930 par le projet « Legacy Surveys DR10 ».

Eskridge, Frogel et Pogge ont publié un article en 2002 décrivant la morphologie de 205 galaxies spirales ou lenticulaires rapprochées. Les observations ont été réalisées dans la bande H de l'infrarouge et dans la bande B (le bleu). Selon Eskridge et ses collègues, NGC 4930 est de type SB(r)b dans la bande B et de type SB(r)ab dans la bande H. NGC 4930 présente une source nucléaire ponctuelle encastrée dans un bulbe elliptique ave une longue barre proéminente. Il y a un anneau de résonance aux extrémités de la barre. Des traits en spirale pâles et lisses s'étendent à partir de l'anneau, mais ils décalés en angle d'environ 135 degrés par rapport aux extrémités de la barre, en supposant des bras suivants.

## Groupe de NGC 4930
Selon A. M. Garcia, NGC 4930 fait partie d'un groupe de galaxies qui porte son nom. Le groupe de NGC 4930 compte au moins six membres. Les cinq autres galaxies du groupe sont ESO 323-55, ESO 323-58, ESO 323-62, ESO 323-67 et PGC 45011.